# Krchleby, Nymburk
Krchleby là một làng thuộc huyện Nymburk, vùng Středočeský, Cộng hòa Séc.